# وادي بيان
وادي إبيان (بكسر الباء) هو واد في تهامة خثعم وبلقرن تسيل مياهه من الصدرة ومن جبال ثميدة متجها شمالاً على جانب الطريق العام حتى يصب في وادي قنونا، وعليه عدد من القرى لبلحارث بلقرن، ولبني المنتشر من خثعم
ظهر اسم وادي إبيان ضمن قصيدة للشاعر الأموي يعلى الاحول الأزدي، وهو من شعراء العصر الإسلامي المبكر، حيث قال في مطلع قصيدته
أَرِقتُ لِبرقٍ دونهُ شَدَوانِ
يمانٍ وأَهوى البرقَ كُلَّ يَمانِ
فبِتُّ لَدى البيتِ الحَرامِ أَشيمُهُ
ومطوايَ مِن شوقٍ لهُ أَرِقانِ
إِذا قُلتُ شيماهُ يقولانِ والهَوى
يُصادِفُ مِنّا بعضَ ما يرَيانِ
جَرى مِنهُ أَطرافَ الشَرى فَمُشيِّعٍ
فَأَبيانَ فالحيّانِ مِن دِمِرانِ.